# 범용 기술
범용 기술(General-purpose technology, GPT)은 전반적인 경제(대개 국가 또는 세계적 수준)에 영향을 미칠 수 있는 기술이다. GPT는 기존 경제 및 사회 구조에 미치는 영향을 통해 사회를 크게 변화시킬 수 있는 잠재력을 가지고 있다. GPT의 전형적인 예로는 증기기관, 전기, 정보기술 등이 있다. 다른 예로는 철도, 상호 교환 가능한 부품, 전자 제품, 자재 취급, 기계화, 제어이론(자동화), 자동차, 컴퓨터, 인터넷, 의학, 인공지능, 특히 생성형 사전 훈련된 변환기가 있다.
경제학에서는 경제 내에서 새로운 GPT를 처음 채택하면 생산성이 향상되기 전에 새로운 인프라 개발에 필요한 시간, 학습 비용, 그리고 오래된 기술과 기술의 노후화 등의 이유로 생산성이 실제로 감소할 수 있다는 이론이 있다. 이는 측정되지 않은 무형 자산이 축적되고 수확됨에 따라 "생산성 J-곡선"으로 이어질 수 있다. 신기술의 잠재적 이점을 활용할 시간이 임박한 것은 절충안으로 간주된다. GPT를 개발한 조직의 스핀아웃 회사/발명가는 GPT용 애플리케이션 개발에 중요한 역할을 한다. 그러나 애플리케이션 개발에 더 많은 스핀아웃이 발생함에 따라 GPT의 누적 혁신 수준이 감소하는 것으로 관찰되었다.

## 같이 보기
- 이중용도 기술